# السريع والغاضب 8
«السريع والغاضب 8» (بالإنجليزية: Fast & Furious 8)‏ ويُعرف أيضًا بعنوانين آخرين، هما: The Fate of the Furious أو F8، وهو فيلم أكشن أمريكي صَدَر في عام 2017، من إخراج إف. غاري غراي، وكتابة كريس مورغان. ولكونه تتمة لفيلم الغضب 7 الصادر في عام 2015، فهو يُعتبر الجزء الثامن من سلسلة أفلام السريع والغاضب (السريع والغاضب). قام بأدوار البطولة فيه كل من فين ديزل، ودوين جونسون، وجيسون ستاثام، وميشيل رودريغز، وتيريس جيبسون، وكريس "لوداكريس" بريدجز، وسكوت إيستوود، وناتالي إيمانويل، وإيلسا بتاكي، وكيرت راسل، وتشارليز ثيرون. يتابع الفيلم قصة دومينيك توريتو (ديزل)، الذي يكون قد استقر برفقة زوجته ليتي أورتيز (رودريغز)، إلى أن تجبره ناشطة الإرهاب الإلكتروني سايفر (ثيرون) على العمل لصالحها وتحمله على الانقلاب ضد فريقه، ما يرغمهم على البحث عن دوم والإطاحة بسايفر.
يُعتبر السريع والغاضب 8 أول جزء في السلسلة بعد السريع والغاضب: توكيو دريفت (السريع والغاضب: قيادة طوكيو، 2006) لا يضم بول ووكر بين أفراد طاقم ممثليه، إذ أن ووكر توفي بتاريخ 30 نوفمبر 2013 في اصطدام سيارة قبل انتهاء تصوير الغاضب 7. وقد أُعيدت كتابة نص الجزء السابع بعد وفاة ووكر بقصد إتمام مسيرة قصة شخصيته، براين أوكونر.
أعلِن عن خطة إنتاج جزء ثامن للمرة الأولى في مارس 2015، حين ظهر ديزل في برنامج جيمي كيميل لايف! وصرح أن أحداث الفيلم ستدور في مدينة نيويورك. وبدأت التحضيرات للفيلم مباشرة بعد إطلاق الغاضب 7، إذ جدد كل من ديزل ومورغان والمنتج نيل إتش. موريتز عقودهم. وبعد تحديد موعد إطلاق بدئي في الشهر نفسه، أجريت تجارب اختيار طاقم الممثلين بين شهري أبريل ويونيو من عام 2015. وفي أكتوبر 2015، أُعلِن عن اختيار غراي لإخراج الفيلم، ليحل بذلك محل جيمس وان، الذي كان قد أخرج الجزء السابق. بدأت أعمال التصوير الرئيسي في مارس 2016 ضمن مواقع متعددة كان من بينها ميفاتن بشمال آيسلندا وهافانا وأتلانتا وكليفلاند ومدينة نيويورك، ليستمر بذلك التقليد المتبع في السلسلة والذي يقوم على التصوير في مواقع غريبة مميزة من أنحاء العالم.
عُرض السريع والغاضب 8 للمرة الأولى في برلين بتاريخ 4 أبريل 2017 وأطلِق ضمن دور السينما التقليدية ودور آيماكس في الولايات المتحدة بتاريخ 14 أبريل 2017 بالتزامن مع عرضه بتقنيات الأبعاد الثلاثة وآيماكس ثلاثية الأبعاد وفور دي إكس رباعية الأبعاد على المستوى العالمي. تلقى الفيلم مراجعات متنوعة من النقاد، إذ مدح العديد منهم أداء الممثلين والتتابع الحركي للأحداث، في حين انتقدوا القصة واستمرار عرض السلسلة لوقت طويل. حصد الفيلم 1.2 مليار دولار أمريكي إجمالًا في أنحاء العالم، مما جعله الفيلم الثلاثين (والثاني ضمن السلسلة، بعد الغاضب 7) بين الأفلام التي تجاوزت إيراداتها المليار دولار أمريكي، وثالث أعلى الأفلام من حيث الإيرادات في عام 2017، والتاسع عشر بين الأفلام ذات أعلى الإيرادات في التاريخ. وقد حصد إيرادات تقدَّر بمبلغ 541.9 مليون دولار أمريكي على مستوى العالم خلال عطلة الأسبوع الافتتاحية، ما جعله أعلى الأفلام من حيث إيرادات الافتتاحية على مستوى العالم في التاريخ، واحتفظ بمرتبته هذه حتى إطلاق فيلم أفينجرز: إنفينيتي وور (المنتقمون: الحرب اللانهائية) في العام التالي.
وقد حُدد موعد إطلاق لجزء تالٍ متمم للقصة، هو إف 9، أو السريع والغاضب 9 (السريع والغاضب 9)، بتاريخ 2 أبريل 2021.

## الحبكة
عقب هزيمة ديكارد شو وموز جاكاند، يكون دومينيك «دوم» توريتو وليتي أورتيز في شهر عسلهما في هافانا حين يقع قريب دوم، فيرناندو، في ورطة إذ يَدين بالمال لسائق سيارات السباق المحلي رالدو. وعندما يشعر دوم أن رالدو من حيتان الربا، يتحداه في سباق، فيستخدم سيارة فيرناندو المعدلة لمواجهة سيارة رالدو، ويراهن على سيارته الشيفروليه إمبالا من الجيل الثالث. وبعد أن يفوز في السباق بصعوبة، يسمح دوم لرالدو أن يحتفظ بسيارته، فيكسب احترامه بذلك، ويترك لقريبه سيارته.
في اليوم التالي، تتواصل ناشطة الإرهاب الإلكتروني المراوغة سايفر مع دوم، وتجبره على العمل لصالحها بعد أن تريه صورة كانت خفية. وبعد ذلك بفترة قصيرة، يجري تجنيد دوم وفريقه –الذي يضم كلًا من ليتي ورومان بيرس وتيج باركر ورامسي- من قِبل عميل خدمة الأمن الدبلوماسي لوك هوبس طلبًا لمساعدتهم في استعادة جهاز نبض كهرومغناطيسي من نقطة عسكرية في برلين. وخلال العملية، ينقلب دوم على رفاقه، فيرغم هوبس على الخروج عن الطريق ويسرق الجهاز من أجل سايفر. يُلقى القبض على هوبس ويُحتجز في سجن ذي رتبة أمنية عالية كان قد ساعد على زج شو فيه. وبعد فرار شو وهوبس معًا من السجن، يجري تجنيدهما من قِبل شرطي المخابرات المعروف باسم السيد لا أحد وتلميذه لمساعدة الفريق في العثور على دوم واعتقال سايفر. يكشف شو أن سايفر كانت قد استأجرت أخاه أوين ليسرق جهاز «نايتشيد» وموز جاكاند ليسرق برنامج رامسي، «غادز آي». يتعقب الفريق دوم وسايفر وصولًا إلى موقعهما بالتزامن مع هجومهما على القاعدة الذي يتسبب بإصابات للفريق وسرقة برنامج غادز آي. يقترح رومان الاستعانة ببراين لمساعدتهم، غير أن ليتي ترفض الفكرة إذ كانوا قد اتفقوا على عدم إقحامه هو وميا في أي مهمة أخرى من أجل أطفالهما.
حين يشكك دوم بدوافع سايفر، تكشف له أنها تحتجز حبيبته السابقة وعميلة خدمة الأمن الدبلوماسي إيلينا نيفيس، إضافة إلى ابنهما، الذي لم يكن دوم يعلم بوجوده. تخبر إيلينا دوم أنها كانت تريده أن يختار الاسم الأول للطفل، إذ أنها منحته بالفعل اسمه الأوسط ماركوس.
في مدينة نيويورك، ترسل سايفر دوم كي يستعيد كرة قدم نووية محتجزة لدى وزير الدفاع الروسي. وقبل عملية السرقة، يتملص دوم من سايفر لوقت قصير –بمساعدة رالدو- ويقنع والدة شو، ماغدالين شو، بمساعدته. تقرصن سايفر المنظومات الإلكترونية لعدد كبير من السيارات، فتجعلها تعيق موكب المرافقة كي يتمكن دوم من أخذ كرة القدم. يعترض الفريق طريق دوم، غير أن الأخير يهرب، فيُطلق النار على شو ويظهر أنه يقتله خلال العملية. تحاول ليتي اللحاق بدوم، لكنها تتعرض لكمين ينصبه المجرم التابع لسايفر، كونور رودز، وتكاد تُقتل قبل أن يتدخل دوم وينقذها. وانتقامًا لما حدث، تأمر سايفر رودز بإعدام إيلينا أمام دوم العاجز عن التصرف.
يتسلل دوم إلى قاعدة في روسيا ليستخدم جهاز النبض الكهرومغناطيسي من أجل تعطيل المنظومة الأمنية ثم تعطيل غواصة نووية، مما يمكّن سايفر من اختطافها ومحاولة استخدام ترسانتها لقدح زناد حرب نووية. يعترض الفريق طريقهم من جديد، ويحاول تعطيل الغواصة، ثم الاتجاه نحو البوابة التي من شأنها أن تمنع الغواصة من الخروج إلى المياه المفتوحة. في هذه الأثناء، يتحالف شو –الذي زُيف مقتله- مع أوين، ويتسلل بأمر من ماغدالين إلى طائرة سايفر كي ينقذ ابن دوم. وما إن يرسل شو خبرًا مفاده أن الطفل في مأمن، ينقلب دوم على سايفر ويقتل رودز، قبل أن ينضم إلى فريقه من جديد. وبدافع من غيظها، تُطلق سايفر صاروخًا موجهًا بالأشعة تحت الحمراء على دوم، غير أن الأخير ينفصل عن فريقه ويناور الصاروخ فيجعله يضرب الغواصة عوضًا عن ذلك. يسارع الفريق إلى تشكيل حاجز من المركبات حول دوم، فيحميه بذلك من الانفجار الناتج. يصل شو إلى مقدمة الطائرة ويواجه سايفر، التي تقفز من الطائرة باستخدام مظلة هبوط.
يزور السيد لا أحد وتلميذُه دوم وفريقَه في مدينة نيويورك ليخبراهم أن سايفر ما تزال حرة طليقة في أثينا. يُعرَض على هوبس استعادة عمله في خدمة الأمن الدبلوماسي، لكنه يرفض العرض بهدف إمضاء المزيد من الوقت مع ابنته. يوصل شو الطفلَ إلى دوم، واضعًا خلافاته مع دوم وهوبس جانبًا. ويُطلق دوم على ابنه اسم براين، تيمنًا بصديقه وابن حميه براين أوكونر، ويحتفل بالمناسبة مع أصدقائه.

## طاقم العمل
- فين ديزل بدور دومينيك توريتو، مجرم سابق ومتسابق شوارع محترف، تقاعد واستقر مع زوجته ليتي وابنه بريان ماركوس.[8]
- دوين جونسون بدور لوك هوبز، عميل سابق في خدمة الأمن الدبلوماسي (DSS) الذي تحالف مع دوم وفريقه بعد جولاتهم في ريو دي جانيرو وأوروبا.[9]
- جيسون ستاثام بدور ديكارد شو، قاتل القوات الخاصة البريطانية والذي سجنه هوبز وDSS بعد هزيمته في لوس أنجلوس، والذي يعمل كحليف لمساعدة فريق دوم في القضاء على سايفر.[10]
- ميشيل رودريغيز بدور ليتي أورتيز، زوجة دوم ومتسابقة شوارع محترفة.
- تيريس جيبسون بدور رومان بيرس، مجرم سابق من بارستو وعضو في فريق دوم.
- كريس «لوداكريس» بريدجز بدور تيج باركر، ميكانيكي من ميامي وعضو في فريق دوم.[11]
- سكوت إيستوود بدور إريك ريزنر / ليتل، وكيل إنفاذ القانون الذي يعمل تحت إشراف السيد نو بودي.[12]
- ناتالي إيمانويل بدور رامزي، ناشطة بريطانية في القرصنة الإلكترونية وعضو في فريق دوم.[13]
- إيلسا بتاكي بدور إيلينا نيفيس، الأم البيولوجية لبريان ماركوس وضابطة شرطة سابقة في ريو دي جانيرو، انتقلت إلى الولايات المتحدة لتصبح شريكة هوبز الجديدة في دي إس إس.[14]
- كيرت راسل بدور السيد نو بودي، وهو عميل استخبارات وقائد فريق العمليات السرية الذي سبق أن ساعد دوم وفريقه في إسقاط ديكارد في أبو ظبي.[8]
- تشارليز ثيرون بدور سايفر، العقل المدبر الإجرامي والإرهاب الإلكتروني، والتي تُجبر دوم على العمل ضد فريقه من خلال احتجاز إيلينا وابنهما كرهينة.[15]

## الإنتاج

### التمثيل
كان ديزل ورسل وميشيل رودريغز أول من أُكِد مشاركتهم في الفيلم، أكد كل من تيريس جيبسون وكريس بريدجز عودتهما للسلسلة بعد فترة وجيزة. وقع لوكاس بلاك على إعادة تمثيل دوره في فيلم السريع والغاضب: قيادة طوكيو (2006) في دور شون بوسويل. في مايو 2015، أكد دوين جونسون مشاركته في الفيلم، وألمح أيضًا عن فيلم محتمل يتضمن شخصيته، لوك هوبز. أكد جيسون ستاثام عودته في نفس الشهر. في أبريل 2006، تم تأكيد تشارليز ثيرون وكريستوفر هيفيو على أنهما إضافتان إلى الفريق، في أدوار شريرة. انضم سكوت إيستوود أيضًا إلى الفيلم بصفته وكيل إنفاذ القانون. في مايو، نشر ديزل صورة على صفحته على إنستغرام مع إيلسا بتاكي في موقع التصوير، مشيراً إلى أنها عادت أيضًا للفيلم، بينما أكدت ناتالي إيمانويل إعادة تمثيل دورها كرامزي في الفيلم في نفس الشهر. في يونيو، أعلنت هيلين ميرين في مقابلة مع إيل أنها ستظهر في الفيلم. أكد لوكاس بلاك خلال مقابلة له في يوليو أنه لن يظهر في الجزء الثامن، بسبب تضارب المواعيد مع إن سي آي إس: نيو أورليانز.

### التصوير

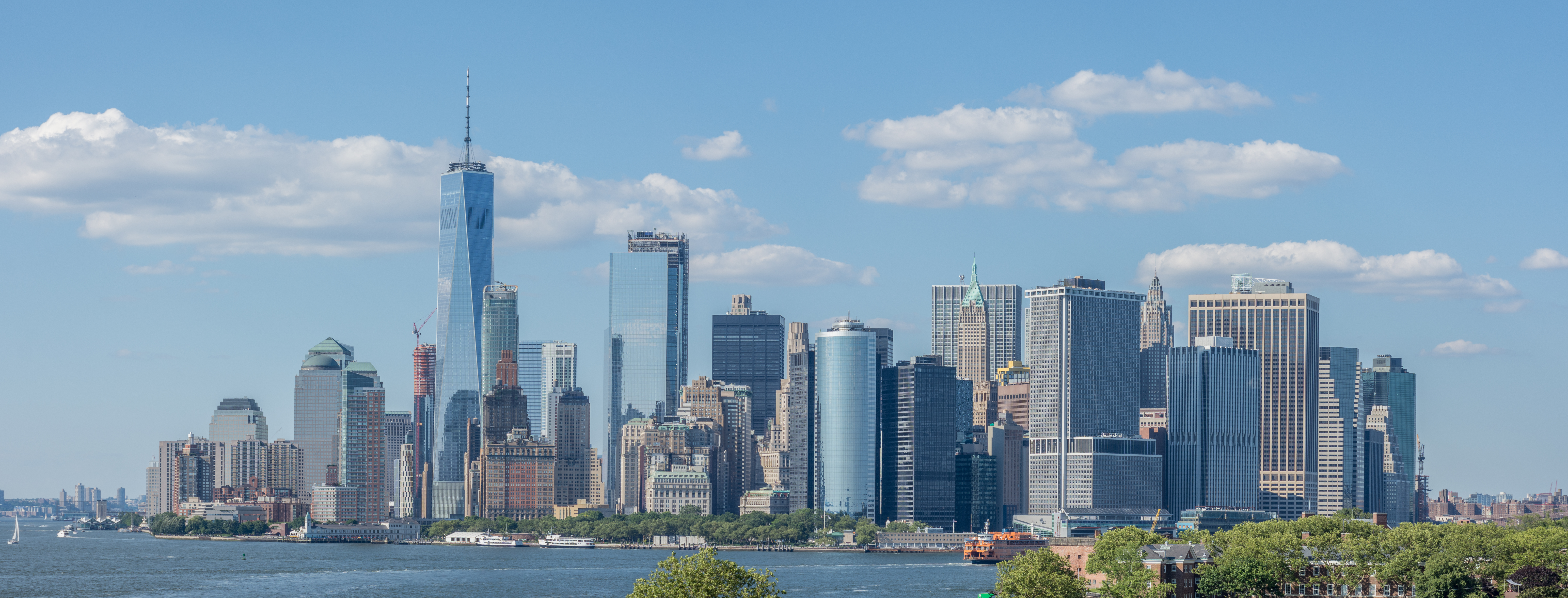
مدينة نيويورك هي واحدة من المواقع الغريبة للفيلم.

تماشياً مع مسار تصوير السلسلة في مواقع «غريبة»، مثل دبي وريو دي جانيرو، أُعلن في يناير 2016 أن يونيفرسال بيكشرز كانت تسعى للحصول على موافقة من الولايات المتحدة والحكومات الكوبية لتصوير جزء من الفيلم في كوبا. بدأ التصوير الفوتوغرافي الرئيسي في 14 مارس 2016، في Mývatn، في آيسلندا، حيث أرسلت الرياح القوية دعامة بلاستيكية لجبل جليدي، وحلقت في حقل. اصطدمت الدعامة بحصانين، اصيب احدهما بجروح قاتلة، مما أدى إلى موتها في وقت لاحق. في أواخر أبريل، بدأ التصوير في العاصمة الكوبية هافانا. في مايو، صُور الفيلم أيضًا في كليفلاند. عاد المصور السينمائي المحترف ستيفن ف. ويندون للجزء الثامن. صُور أيضًا في أتلانتا ومدينة نيويورك.

### الموسيقى التصويرية
قام برايان تايلر بتسجيل الموسيقى التصويرية للجزء الثالث والرابع والخامس والسابع، لتكوين موسيقى الفيلم للجزء الثامن من نصيبه. صدر ألبوم الموسيقى التصويرية بواسطة تسجيلات أتلانتيك في 14 أبريل 2017، بالتزامن مع عرض الفيلم في مسارح الولايات المتحدة. صدر ألبوم الفيلم في 27 أبريل، بواسطة باك لوت ميوزيك.

## الإصدار
عُرِض الفيلم عرضه العالمي الأول في برلين في 4 أبريل 2017. صدر الفيلم في المسارح في الولايات المتحدة في 14 أبريل 2017، حيث جرى تشغيله في فضاء ثلاثي الأبعاد وآيماكس 3D و4DX دوليًا، وحَصَلَ على إصدار اليوم والتاريخ في الأسواق الرئيسية مثل أستراليا والمملكة المتحدة والصين والهند، بدءًا من 12 أبريل 2017. صدر الفيلم في تاريخ يومه على 1074 شاشة آيماكس حول العالم، مما يجعله أوسع افتتاح يومي وتاريخ في تاريخ آيماكس.

### الإصدار المنزلي
تم إصدار ذا فايت اوف ذا فيوريس على صيغة دقة عرض 4 كيلو بكسل وبلو راي ودي في دي وDigital HD في 11 يوليو 2017، ولكن لم يتم إصداره في 3D Blu-ray.

## الاستقبال

### شباك التذاكر
حقق السريع والغاضب 8 226 مليون دولار في الولايات المتحدة وكندا و1.010 مليار دولار في أقاليم أخرى بإجمالي 1.236 مليار دولار في جميع أنحاء العالم، مقابل ميزانية إنتاج قدرها 250 مليون دولار. أصبح الفيلم أعلى إصدارات التوزيع العالمية لتاريخ شركة يونيفرسال بيكشرز. تم إصدار الفيلم يومًا وتاريخًا في 64 منطقة حول العالم، بما في ذلك جميع الأسواق الرئيسية تقريبًا (باستثناء اليابان)، بدءًا من 12 أبريل 2017، وكان من المتوقع أن يكسب ما بين 375-440 مليون دولار في عطلة نهاية الأسبوع الافتتاحية والتي تستغرق خمسة أيام. بحلول نهاية عطلة نهاية الأسبوع، انتهى الأمر بكسب 539.9 مليون دولار من ما يقرب من 23000 شاشة، وهو ما يفوق التوقعات الأولية، ليسجل أكبر افتتاح عالمي في تاريخ السينما حتى تجاوزه فيلم المنتقمون: الحرب اللانهائية (2018). كما أنها كانت المرة الثالثة التي حقق فيها الفيلم أكثر من 500 مليون دولار في عطلة نهاية أسبوع واحدة، بعد حرب النجوم: القوة تنهض (2015) (529 مليون دولار) والعالم الجوراسي (2015) (525.5 مليون دولار). على آيماكس، حقق الفيلم 31.1 مليون دولار من 1,079 شاشة ليسجل أكبر ظهور لآيماكس في أبريل ورابع أكبر إجمالي في ذلك الوقت.
في 30 أبريل، تجاوز الفيلم عتبة المليار دولار، ليصبح الإصدار الثاني لعام 2017، والفيلم الخامس الذي أصدرته يونيفرسال بيكشرز والفيلم الثلاثين بشكل عام في تاريخ السينما بإجمالي أكثر من مليار دولار. كان ثالث أكبر فيلم في العام من حيث الأرباح، خلف حرب النجوم: الجيداي الأخير (2017)، والجميلة والوحش (2017)، وثاني أكبر فيلم أكشن ليس من أفلام الخيال أو الأبطال الخارقين، خلف الغضب 7، وكان أعلى إصدار لفيلم حركة حية ليونيفيرسال منذ العالم الجوراسي في يونيو 2015. على آيماكس، حقق الفيلم 31.1 مليون دولار من 1079 شاشة ليسجل أكبر ظهور لأول مرة على شاشات آيماكس في أبريل ورابع أكبر إجمالي في ذلك الوقت.

#### الولايات المتحدة وكندا
مثل العديد من الإصدارات السابقة، تم إصدار الفيلم في الولايات المتحدة وكندا في شهر أبريل، ومثل سابقتها، احتلت فترة عطلة أسبوع عيد الفصح المربحة، حيث كان من المتوقع افتتاحه بمبلغ يتراوح بين 100 و125 مليون دولارًا. تلقى الفيلم أوسع إصدار قبل الصيف على الإطلاق، في ما يقدر بنحو 4304 مكانًا، متفوقًا على باتمان ضد سوبرمان: فجر العدالة والذي افتتح في 4242 مسرح. حقق الفيلم 10.4 مليون دولار من معاينات ليلة الخميس من 3310 مسرح، وهو ثاني أعلى فيلم في السلسلة بعد الغضب 7 والذي حقق s 15.8 مليون دولار. في يوم الافتتاح، حقق الفيلم أرباحًا قدرها 45.6 مليون دولار، حيث شكلت معاينات الخميس 22.8٪ من صافي المبلغ، أفضل قليلاً من الغضب 7 والذي حقق بدوره 23٪. حقق الفيلم ما مجموعه 98.8 مليون دولار في عطلة نهاية الأسبوع الافتتاحي، وسجل الفيلم ثاني أكبر افتتاح في السلسلة (ثالث أكبر معدل بعد تعديل التضخم) وثالث أكبر ظهور لأول مرة في أبريل، خلف الغضب 7 وكتاب الأدغال (2016). حقق الفيلم ضعف ما حققه خلال عطلة نهاية الأسبوع، مثل الجزء السابق (2.166× مقابل 2.18×). قارن سكوت مينديلسون من مجلة فوربس الافتتاح وكيف هبط افتتاح طيف (2015) بسبب سكايفول (2012). كان الفيلم هو أحد السجلات الملحوظة لأفضل افتتاح لفيلم مع مخرج أميركي من أصل أفريقي، حيث تفوق غراي على رقمه القياسي المسجل بفيلم الخروج من كومبتون (2015).

#### في المناطق الأخرى
ضمن الفيلم إصداره على الصعيد الدولي في 69 دولة. كان من المتوقع أن يصل مجموع إيرادات الفيلم الافتتاحية إلى ما بين 275-330 مليون دولار من أكثر من 20,000 شاشة، واعتقد بعض المحللين أنه قد يصل إلى 350-400 مليون دولار. تم افتتاحه يوم الأربعاء بتاريخ 12 أبريل 2017 في 8 دول، وكسب 17.9 مليون دولار (بما في ذلك معاينات من 12 دولة). افتتح الفيلم في 33 دولة أخرى يوم الخميس 2 أبريل ليشمل 41 دولة، وحقق أرباحًا قدرها 58.4 مليون دولار، مسجلاً أعلى ربح لشركة يونيفرسال بيكشرز يوم الخميس في الخارج على الإطلاق، وبإجمالي أرباح لمدة يومين بلغت 82.2 مليون دولار. تم عرضه في 22 دولة أخرى يوم الجمعة 3 أبريل وحققت 112.1 مليون دولار ليسجل يوم الجمعة العالمي الأعلى ربحًا على الإطلاق، بإجمالي إيرادات لمدة ثلاثة أيام بلغت 194.8 مليون دولار. حتى يوم الأحد، سجل الفيلم افتتاحاً بقيمة 441.1 دولار أميركي من 64 سوقاً، وسجل أرقامًا قياسية جديدة لأكبر ظهور دولي في أبريل، وهو الأكبر في العالم، والأكبر على الإطلاق (سابقه «العالم الجوراسي») - وهو أول فيلم من هذا النوع يتم افتتاحه بعد 400 مليون دولار في عطلة نهاية أسبوع واحدة ويأتي الجزء الأكبر منه من الصين. جاء حوالي 22.6 مليون دولار من 681 شاشة آيماكس، مما يجعله ثاني أعلى فيلم من إنتاج يونيفرسال بعد العالم الجوراسي. تصدّر الفيلم المخططات الدولية للمرة الثانية على التوالي، مضيفًا 158.1 مليون دولار، وبعد ذلك تجاوزه حراس المجرة 2 (2017) في عطلة نهاية الأسبوع الثالثة، وهو فيلم آخر من بطولة ديزل ورسل. على آيماكس، زاد الفيلم عن الشمال بمبلغ 58 مليون دولار.
سجل الفيلم الرقم القياسي لأكبر يوم افتتاح لعام 2017 في كل منطقة تم إصداره فيها، وهو أكبر يوم افتتاح على الإطلاق في 16 سوقًا، وأكبر يوم افتتاح لشركة يونيفرسال على الإطلاق في 22 منطقة وأكبر افتتاح في السلسلة في 38 سوقًا. علاوة على ذلك، فقد سجل أكبر معاينات مدفوعة على الإطلاق في ماليزيا وسنغافورة وفنزويلا وفيتنام. من حيث افتتاح عطلة نهاية الأسبوع، ظهر الفيلم لأول مرة في المركز الأول في جميع الأسواق حيث حدد أكبر عطلة نهاية أسبوع افتتاحية على الإطلاق في 20 سوقًا، كان أكبر عطلة نهاية أسبوع افتتاحية لشركة يونيفرسال في 28 سوقًا؛ وأكبر افتتاح في السلسلة في 40 سوقًا. تم تسجيل أعلى الافتتاحات في الصين (192 مليون دولار)، والمكسيك (17.7 مليون دولار)، والمملكة المتحدة (17.5 مليون دولار)، وروسيا (14.2 مليون دولار)، وألمانيا (13.6 مليون دولار)، والبرازيل (12.8 مليون دولار)، والهند (10.7 دولار) مليون دولار)، وكوريا (10.6 مليون دولار)، ودول الشرق الأوسط مجتمعة (9.9 مليون دولار)، وتايوان (9.3 مليون دولار)، وفرنسا (9.2 مليون دولار)، وأستراليا (9.5 مليون دولار)، والأرجنتين (9 ملايين دولار)، وإندونيسيا (8.5 مليون دولار)، وإيطاليا (6.7 مليون دولار)، وماليزيا (6.3 مليون دولار)، وإسبانيا (6.1 مليون دولار)، وكولومبيا (4.9 مليون دولار)، وتايلاند (4.9 مليون دولار)، وبنما (4.8 مليون دولار)، وباكستان (2.5 مليون دولار)، ورومانيا (1.7 مليون دولار). بمقارنة أداء الفيلم السابق بالسوق، كان لدى الغضب 7 افتتاح بقيمة 250 مليون دولار بدون الصين وروسيا بينما قدم الجزء الثامن 228.2 مليون دولار لأول مرة، بدون السوقين المذكورين أعلاه. في اليابان، ظهر الفيلم بمبلغ 7.5 مليون دولار. على الرغم من أن هذا رقم قياسي جديد للسلسلة، فقد ظهر الفيلم لأول مرة في المرتبة الثالثة بعد أفلام ديزني الجميلة والوحش (2017) والفيلم المحلي المحقق كونان: رسالة الحب القرمزية (2017) - عرقلت أرباحهم القوية في عطلة نهاية الأسبوع الثانية من أخذ أعلى نقطة لصالح الفيلم، مما جعل اليابان واحدة من الأسواق القليلة التي لم يفتح فيها الفيلم في رقم 1. الأسواق الأكثر ربحًا هي الصين (392.8 مليون دولار)، تليها البرازيل (41.8 مليون دولار)، والمملكة المتحدة (37.5 مليون دولار)، والمكسيك (36.8 مليون دولار)، وألمانيا (32.4 مليون دولار). في بيرو، أصبح فيلم يونيفرسال الأعلى ربحًا على الإطلاق.

### استقبال الجمهور
تلقى الفيلم آراء متباينة. أبلغ موقع مجمع المراجعة روتن توميتوز عن نسبة موافقة بلغت 67٪ بمتوسط درجات 6.13 / 10، بناءً على 301 مراجعة. يقرأ الإجماع النقدي للموقع أن «الفيلم يفتح فصلاً جديدًا في السلسلة، مدعومًا بنفس كيمياء فريق التمثيل ومحبين الأكشن الذين توقعوا ذلك.» منح ميتاكريتيك الفيلم درجة 56 من 100 بناءً على 45 ناقدًا، مما يشير إلى «مراجعات مختلطة أو متوسطة». أعطت الجماهير التي استطلعت آراءها سينماسكور الفيلم متوسط درجة "A" على مقياس A+ إلى F، وأعطوا الجماهير في بوست تراك الفيلم 88٪ درجة إيجابية إجمالية و71٪ «توصية محددة».

### الجوائز
| السنة | الجائزة                | الفئة                              | المستلم                   | النتيجة | مرجع   |
| ----- | ---------------------- | ---------------------------------- | ------------------------- | ------- | ------ |
| 2017  | جائزة اختيار المراهقين | اختيار المراهقين لأفضل فيلم : حركة |                           | رُشِّح     |        |
| 2017  | جائزة اختيار المراهقين | أفضل ممثل في فيلم: أكشن            | فين ديزل                  | رُشِّح     |        |
| 2017  | جائزة اختيار المراهقين | أفضل ممثل في فيلم: أكشن            | دوين جونسون               | رُشِّح     |        |
| 2017  | جائزة اختيار المراهقين | أفضل ممثلة في فيلم: أكشن           | ميشيل رودريغز             | رُشِّح     |        |
| 2017  | جائزة اختيار المراهقين | اختيار المراهقين لأفضل: شرير       | تشارليز ثيرون             | رُشِّح     |        |
| 2017  | جائزة اختيار المراهقين | اختيار المراهقين: السفينة          | ميشيل رودريغيز وفين ديزل  | رُشِّح     |        |
| 2018  | جائزة زحل              | أفضل فيلم حركة / خيال علمي         | السريع والغاضب 8          | رُشِّح     | [ 72 ] |
| 2018  | جائزة زحل              | أفضل تعديل                         | كريستيان واجنر وبول روبيل | رُشِّح     | [ 72 ] |

## الجزء التالي
الجزء القادم بعنوان إف تسعة (بالإنجليزية: F9)‏، وهو من إخراج جستن لين وكتابة دانيال كيسي، من المقرر إصداره في 28 مايو 2021.

## روابط خارجية
- فاست أند فيوريس 8 على موقع IMDb (الإنجليزية)
- فاست أند فيوريس 8 على موقع ميتاكريتيك (الإنجليزية)
- فاست أند فيوريس 8 على موقع الموسوعة البريطانية (الإنجليزية)
- فاست أند فيوريس 8 على موقع روتن توميتوز (الإنجليزية)
- فاست أند فيوريس 8 على موقع قاعدة بيانات الأفلام العربية
- فاست أند فيوريس 8 على موقع ألو سيني (الفرنسية)
- فاست أند فيوريس 8 على موقع Turner Classic Movies (الإنجليزية)
- فاست أند فيوريس 8 على موقع أول موفي (الإنجليزية)
- فاست أند فيوريس 8 على موقع بوكس أوفيس موجو (الإنجليزية)
- فاست أند فيوريس 8 على موقع فيلمافينيتي (الإسبانية)